# NGC 382
NGC 382 ist eine elliptische Galaxie mit ausgedehnten Sternentstehungsgebieten vom Hubble-Typ E2 im Sternbild Fische auf der Ekliptik. Sie ist schätzungsweise 240 Millionen Lichtjahre von der Milchstraße entfernt und hat einen Durchmesser von etwa 50.000 Lichtjahren.

Gemeinsam mit NGC 375, NGC 379, NGC 380, NGC 383, NGC 384, NGC 385, NGC 386, NGC 387 und NGC 388 bildet sie die Galaxienkette Arp 331. Mit 21 weiteren Galaxien ist sie Mitglied der NGC 452-Gruppe (LGG 18).

Halton Arp gliederte seinen Katalog ungewöhnlicher Galaxien nach rein morphologischen Kriterien in Gruppen. Diese Galaxiengruppe gehört zu der Klasse Ketten von Galaxien.
Die Typ-Ia-Supernova SN 2000dk wurde hier beobachtet.
Das Objekt wurde am 4. November 1850 von dem irischen Astronomen Bindon Blood Stoney, einem Assistenten von William Parsons, entdeckt.